# Altres versions de Spiderman
Des de la creació del personatge de Spider-Man, s'han editat còmics amb versions alternatives d'aquest, bé siguin versions que van viure experiències diferents de l'original, versions femenines, futuristes, del passat, d'altres països… L'editorial Marvel considera que totes aquestes versions, amb la notable excepció de Ben Reilly, habiten en diferents realitats de l'Univers Marvel.

## Ben Reilly
Ben Reilly era un clon de Peter Parker que va començar lluitant contra el crim com «Spider Scarlett», per a després substituir Parker com Spider-Man. Després de la seva mort a les mans del Follet Verd, va ser substituït per l'original. Va ser un intent fallit de substituir el Spider-Man original (d'uns 30 anys i feliçment casat) per una versió més jove.

## Spider-Girl
May “Mayday” Parker, alies Spider-Girl és la filla de quinze anys de Peter Parker i Mary Jane Watson en un futur alternatiu. En aquest futur, Peter Parker es va retirar de la seva carrera com a superheroi, per viure una vida normal amb la seva esposa, Mary Jane i la seva filla, May. Observant May durant un partit universitari de bàsquet, Peter i Mary Jane van notar que l'adolescent exhibia el que consideraven una agilitat i una sèrie d'habilitats sobrehumanes. Desestimant allò observat com mera sort en un partit, van pensar que el millor era mantenir el secret. Spider-Girl posseeix una força sobrehumana, agilitat i destresa, així com un sisè sentit que l'adverteix del perill imminent. La seva habilitat original d'adhesió a murs ha evolucionat en un tipus de control biomagnètic que li permet adherir-se a la majoria de les superfícies i provoca que els objectes que ha tocat s'adhereixin junts. La seva col·lecció és una de les més llargues com protagonista femení que mai ha publicat Marvel. Spider-Man mor a les mans de Misteri en una batalla èpica.

## Spider-Man en l'any 2099
Miguel O'Hara és Spider-Man a l'univers alternatiu conegut com Terra 928, que es presenta com una versió de l'Univers Marvel en l'any 2099. Els seus poders més destacables són: Urpes retràctils en el rovell dels dits que li permeten grimpar i tallar als seus enemics. Capacitat de veure en la foscor, a grans distàncies i objectes que es mouen molt ràpid de manera alentida. Mossegada que inocula un verí paralitzant. Capacitat de llançar pels seus avantbraços teranyines que produeix el seu propi cos. El seu vestit, que té una petita capa que li permet planejar, és una disfressa de mort vivent, blau, amb ratlles que dibuixen en el pit i en la màscara una imatge semblant a una aranya i a una calavera. Està realitzat amb molècules inestables, la qual cosa fa que sigui indestructible.

## Spider-Man en l'any 2211
Spider-Man Meets Spider-Man 2099 és el títol del còmic on Peter Parker i Miguel O'Hara intercanvien línies temporals per a coincidir ambdós en l'any 2211. Allí apareix Max Born, el Spider-Man de l'any 2211 i policia temporal que els salva del Follet Verd corresponent. Se li presumeix mort des d'una història de la sèrie regular Friendly Neighborhood Spider-Man. El seu vestit és blau amb el tors blanc i el logotip d'una aranya en el pit, canelleres metàl·liques blaves i turmelleres, també metàl·liques, vermelles. A més està proveït de quatre braços artificials vermells capaços de generar teles d'aranya. Usa un casc vermell que li deixa al descobert la boca i barbeta, a diferència de les màscares dels altres homes aranya de Marvel.

## Spider-Man de laDinastia de M
En els còmics Dinastia de M (House of M), dintre de la continuïtat de l'Univers Marvel habitual, el món ha estat transformat en un altre alternatiu per la Scarlet Witch, heroïna membre dels Venjadors que en arribar a la bogeria pel record dels seus desapareguts fills, perd el control dels seus poders per a canviar la realitat i transforma el món temporalment en una espècie d'utopia dominada per mutants. En aquests còmics, la doble identitat de Peter Parker com Spider-Man és públicament coneguda i gaudeix d'una gran fortuna i popularitat com lluitador professional. Tot el món creu que és un mutant, cosa que no desmenteix pas per por de les conseqüències. A més, el seu oncle Ben està viu, i està casat amb Gwen Stacy, amb qui a més té un fill. J. Jonah Jameson, director del diari Daily Bugle va trobar el diari personal de Peter on revelava que no era pas un mutant i que creia que les coses que estaven passant, la seva vida, el seu món, no eren reals, i que Gwen Stacy, l'oncle Ben i el pare de Gwen (el capità Stacy), ara vius, haurien d'estar en realitat morts.

## Spider-Man zombie
A la història alternativa Marvel Zombies, on tots els superherois esdevenen zombies, el Spider-Man zombie menja les dues úniques persones en el món que l'estimaven veritablement: la seua tia May i Mary Jane Watson, encara que no es veu que menja la primera. A més dels poders del Spider-Man original, adquireix poders còsmics, perquè devora Silver Surfer) i Galactus.

## Ultimate Spider-Man
La versió Ultimate de Spider-Man és una volta als orígens del personatge, narrat com si hagués succeït a principis del S. XXI. Cap destacar que encara és encara un adolescent que acudeix a l'institut. En aquesta ocasió, l'aranya que li va donar els seus poders va ser creada per Indústries Oscorp.

## Spider-Man en la sèrie limitadaPowerless
Amb data de portada d'agost de 2004, Marvel va començar a publicar una miniserie de 6 números sota el títol Powerless (que es podria traduir com Sense Poders). En aquesta sèrie es descrivia com seria l'Univers Marvel si no existissin superpoders. Un dels protagonistes és el jove Peter Parker, que té un braç amb paràlisi permanent a l'haver estat picat per una aranya radioactiva. Dintre de la trama de la sèrie, adopta una imatge similar a la de Spider-Man per exercir d'intrús.

## Spider-Man en la sèrie limitadaBullet Points
En la sèrie limitada Bullet Points, publicada per Marvel el 2007, es planteja una realitat alternativa en la qual el científic Bruce Banner és picat per una aranya radioactiva i en conseqüència obté sorprenents poders i es veu posseït per forts instints que li impulsen a comportar-se de manera inhumana. Quan aprèn a dominar la seva feroç naturalesa, s'enfunda un vestit molt similar al de la versió clàssica de Spider-Man, però de color negre i treballa com superheroi sota les ordres del govern. En aquesta realitat alternativa, Peter Parker es veu immers per accident enmig d'unes proves nuclears, després de les quals es transforma en un feroç ésser de color verd cada vegada que no assoleix controlar la seva ira.

## Altres versions
- Yu Komori (小森ユウ Komori Iū), al manga de Spider-Man: The Manga.
- Takuya Yamashiro (山城拓也 Yamashirō Takuya), a l'adaptació de tokusatsu de Spider-Man.
- Peter Parquagh, a l'univers 1602.
- Pavitr Prabhakar, a l'adaptació hindú de Spider-Man Spider-Man: Índia.
- Peter Porker, el sorprenent «Spider-Ham», una sàtira de Spider-Man, publicada per la mateixa Marvel, el protagonista de la qual és una versió de Spider-Man que és un porc, i hi apareixen versions animals dels seus amics i enemics. La primera historieta va aparèixer el 1982 a Marvel Tails. Va ser creat per Tom de Falco i Mar Armstrong.
- Unlimited, en aquesta versió usa un vestit fet per partícules nanobòtiques creades per Reed Richards (4 Fantàstics), i va a altra dimensió de la Terra, ja que se sent culpable per haver perdut al fill de J. J. Jameson quan viatjava en el Transbordador Espacial al viatjar a la Contra- Terra. Està retingut allí per Venom i Carnage.